# Gesteinskörnung

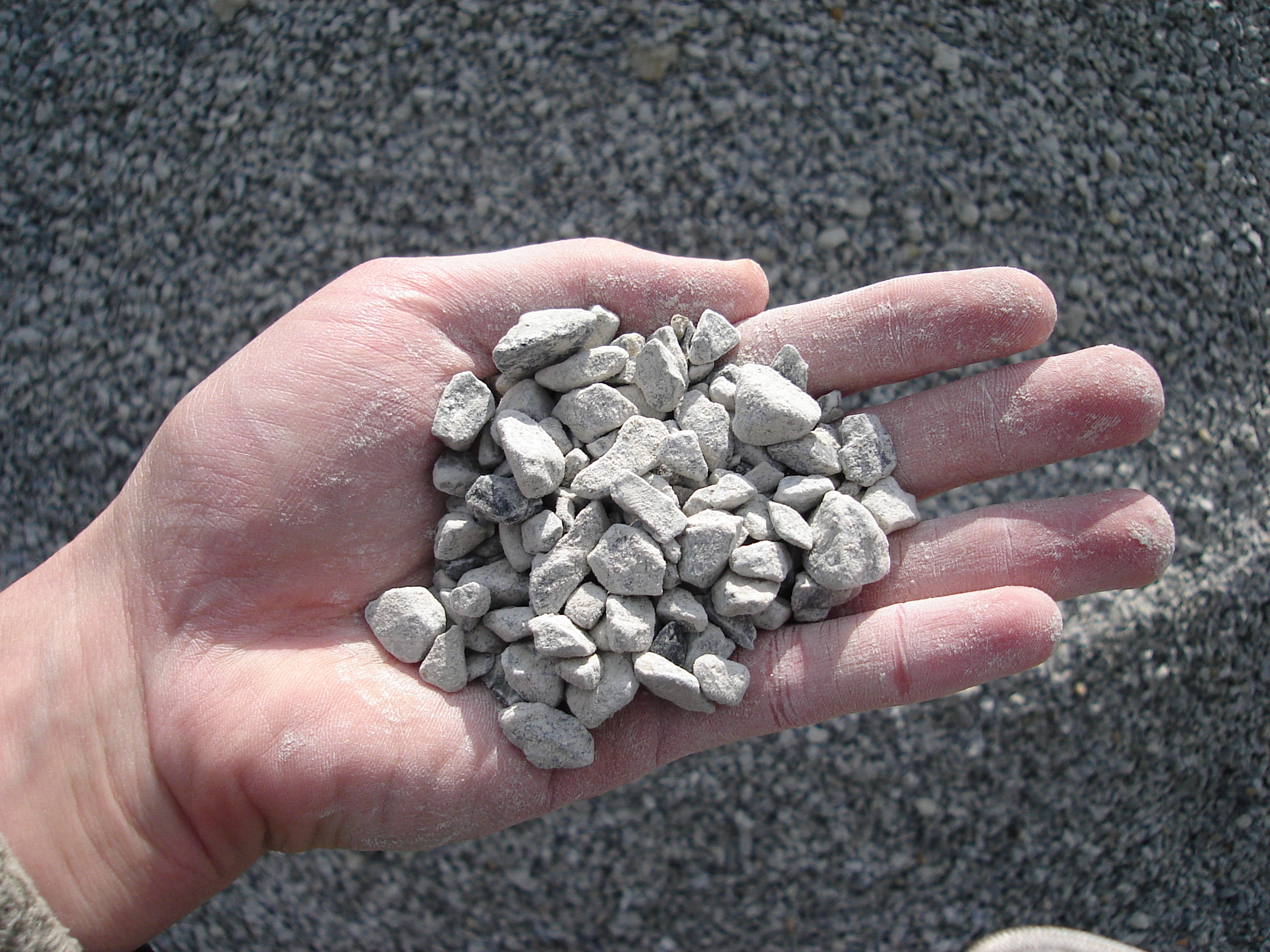
Gesteinskörnung aus verschiedenen Korngrößen

Als Gesteinskörnung werden im Bauwesen natürliche und künstliche Gesteinskörner bezeichnet. Sie stammen entweder aus natürlichen Lagerstätten oder fallen bei der Wiederverwertung von Baustoffen oder als industrielles Nebenerzeugnis an. Die Gesteine liegen entweder als Rundkorn oder in gebrochener Form vor.
Die in etwa gleichbedeutenden Bezeichnungen Betonzuschlag, Mineralstoffgemisch, Mineralgemisch oder Mineralstoff werden nicht mehr in den Normen verwendet. Der allgemeinere Begriff Zuschlag wird häufig noch synonym verwendet.
Gesteinskörnung wird zusammen mit einem Bindemittel (häufig Zement oder Kalk) und Zugabewasser zu Beton und Mörtel verarbeitet. Asphalt ist eine Mischung von Gesteinskörnung mit Bitumen. Kornform, Festigkeit und Sieblinie der Gesteinskörnung können einen bedeutenden Einfluss auf die Eigenschaften des Baustoffs haben.
Gesteinskörnung ohne Bindemittel dient zur Herstellung unbefestigter Wege, Sicker- und Frostschutzpackungen, kapillarbrechender Schichten und ähnlicher Schüttungen.

## Verwendung
Gesteinskörnung dient der Herstellung von Asphalt, Beton, Mörtel, hydraulisch gebundenen und ungebundenen Baustoffgemischen sowie der Oberflächenbehandlung.
Die Anforderungen an Gesteinskörnungen werden unter anderem in der DIN 18196 Bodenklassifikation für bautechnische Zwecke und den Technischen Lieferbedingungen für Gesteinskörnung im Straßenbau, TL Gestein-StB, Ausgabe 2004 definiert. Die DIN 4226 Zuschlag für Beton ist durch die neue Europäische Norm EN 12620 Gesteinskörnungen für Beton ersetzt.

## Anforderungen
Gesteinskörnungen für den Außeneinsatz müssen ausreichend verwitterungsbeständig sein und dürfen nur in geringen Mengen Bestandteile enthalten, die quellen, zerfallen, sich lösen oder chemisch umsetzen können (wie etwa mergelige und tonige Körner, einige Ton- und Glimmermineralien, Pyrit, Markasit, Gips, Calciumoxid, Magnesiumoxid). Diese Eigenschaft wird auch als Raumbeständigkeit bezeichnet.
Gesteinskörnungen dürfen nicht verunreinigt sein und keine schädlichen Mengen an Metallen oder Kunststoffen enthalten sowie keine Stoffe organischen Ursprungs, wie Holz oder Pflanzenreste. Beim Gewinnen, Aufbereiten und Lagern von Gesteinskörnungen ist darauf zu achten, dass diese ihre Eigenschaften behalten und die gestellten Anforderungen weiterhin erfüllen können.
Das Regelwerk TL-Gestein StB beschreibt eine Vielzahl von weiteren Anforderungen an die Gesteinskörnung, wie z. B. Rohdichte, Schüttdichte, Widerstand gegen Zertrümmerung, gegen Oberflächenabrieb, gegen Verschleiß, Frost-Widerstand, Reaktion auf Alkali-Kieselsäure etc.

## Klassifizierung

### Nach Herkunft

#### Natürliche Gesteinskörnung
Natürliche Gesteinskörnungen bestehen aus mineralischem Vorkommen, das ausschließlich mechanisch aufbereitet wurde. Hierzu zählen die ungebrochenen Kiese und Sand, sowie gebrochene Gesteinskörnungen wie Schotter, Splitte, Brechsande und Felsgesteine.
Aufbereitung: Felsgestein wird im Steinbruch gewonnen und mit Hilfe von Brechern zu einem Korngemisch verarbeitet. Anschließend separieren Siebe und andere Trenneinrichtungen (Sichter usw.) die einzelnen Körnungsklassen. Kies und Sande werden in Kiesgruben gewonnen und ebenfalls durch Siebe in einzelne Körnungsklassen getrennt. Kiese > 32 mm werden zum Teil mit Brechern zerkleinert, wodurch Splitte und Brechsande entstehen. Während der Aufbereitung werden die Gesteine auch gewaschen, um sie von Verschmutzungen und organischen oder bindigen Bestandteilen zu reinigen.

#### Künstliche Gesteinskörnung
Künstliche Gesteinskörnungen bestehen aus mineralischer Substanz und werden unter Einfluss von thermischen oder sonstigen Prozessen industriell hergestellt. Folgende Gesteinskörnungen stammen aus industriellen Nebenerzeugnissen:
- Hochofenstückschlacke (HOS)
- Hüttensand (HS)
- Stahlwerksschlacke (SWS)
- Schlacke aus der Kupfererzeugung (CUS/CUG)
- Gießerei-Kupolofenschlacke (GKOS)
- Steinkohlenflugasche (SFA)
- Schmelzkammergranulat (SKG)
- Kesselasche aus Steinkohlenfeuerung (SKA)
- Gießereirestsand (GRS)
- Hausmüllverbrennungsasche (HMVA)

Rezyklierte Gesteinskörnungen entstehen durch die Aufbereitung anorganischen Materials, das zuvor als Baustoff eingesetzt war. Hierzu zählen ausgebaute, aufbereitete und wieder eingebaute Asphalte und Betone.
Nicht mehr auf dem Markt ist Thermosit. Man findet es allerdings noch bei Renovierungen.

### Nach Korngröße

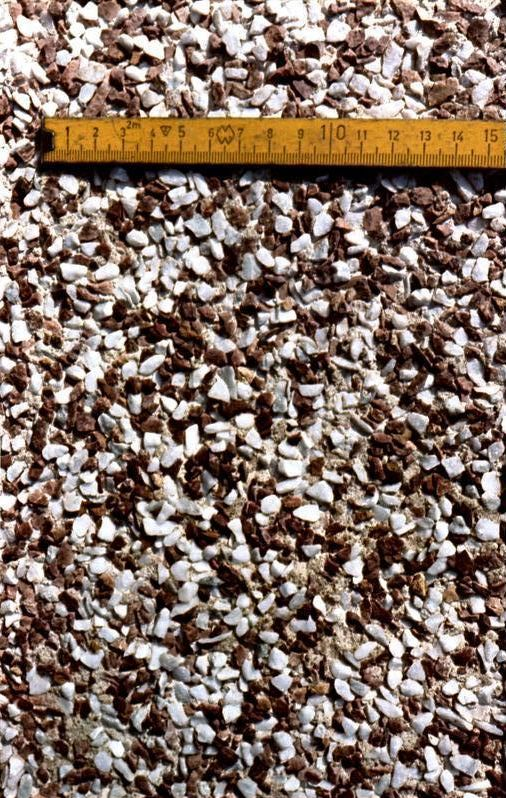
Körnig gemischter und entstaubter Splitt

In Abhängigkeit von der Korngröße unterscheidet man:
- Gesteinsmehl (auch Mehlkorn, Steinmehl oder Füller, Feinanteil) mit Korngrößen bis 0,063 mm.
- Brechsand, auch Quetschsand, ist Sand (feine Gesteinskörnung) mit Korngrößen von 0 bis 2 mm (Anwendungsfall Asphalt), 0 bis 4 mm (Anwendungsfall Beton) und 0 bis 6,3 mm (Anwendungsfall Schichten ohne Bindemittel SoB, Hydraulisch gebundene Tragschichten HGT, Pflaster- und Plattenbeläge) (nach den Technischen Lieferbedingungen für Gesteinskörnungen im Straßenbau TL Gestein-StB), früher 0 bis 4 mm (nach DIN 4226); darunter Edelbrechsand oder Feinst-Brechsand mit Korngrößen von 0 bis 0,25 mm.

- Splitt (grobe Gesteinskörnung) mit Korngrößen von 2 bis 32 mm; darunter Edelsplitt mit 2 bis 8 mm. Als Edelsplitt werden für gewöhnlich doppelt, d. h. zweifach gebrochene Gesteinskörnungen mit annähernd kubischer Form bezeichnet. Durch die dadurch erfolgte Selektion bleibt nur besonders hartes Gesteinskorn, welches möglichst vollflächig gebrochen sein soll, übrig. Verwendung findet Edelsplitt in Asphalt und Beton, hauptsächlich als obere Schicht (Verschleißschicht). Ausgangsmaterial sind Kiese und Hartgesteine (Granit, Basalt, Quarze). Die Herstellung erfolgt in Splittwerken, die meist direkt in den Gewinnungsstätten errichtet wurden. Natürlichen Rundstein dieser Größe nennt man Rollierung.
- Schotter (grobe Gesteinskörnung) mit 32 bis 63 mm Korngröße
- Schroppen über 63 mm Korngröße

Letztere beide entsprechen etwa natürlichem Schutt (Steine und Blöcke).
Auch gebrochene Gesteinskörner gelten als natürliche Gesteinskörnung, da die Gesteine aus der Natur gewonnen wurden. Künstliche Gesteinskörnung (industriell hergestellte Gesteinskörnung) stammt meist aus Hochöfen (Hochofenbrechsand, Hochofenschlackensplitt).

## Gesteinskörnung für Beton und Mörtel

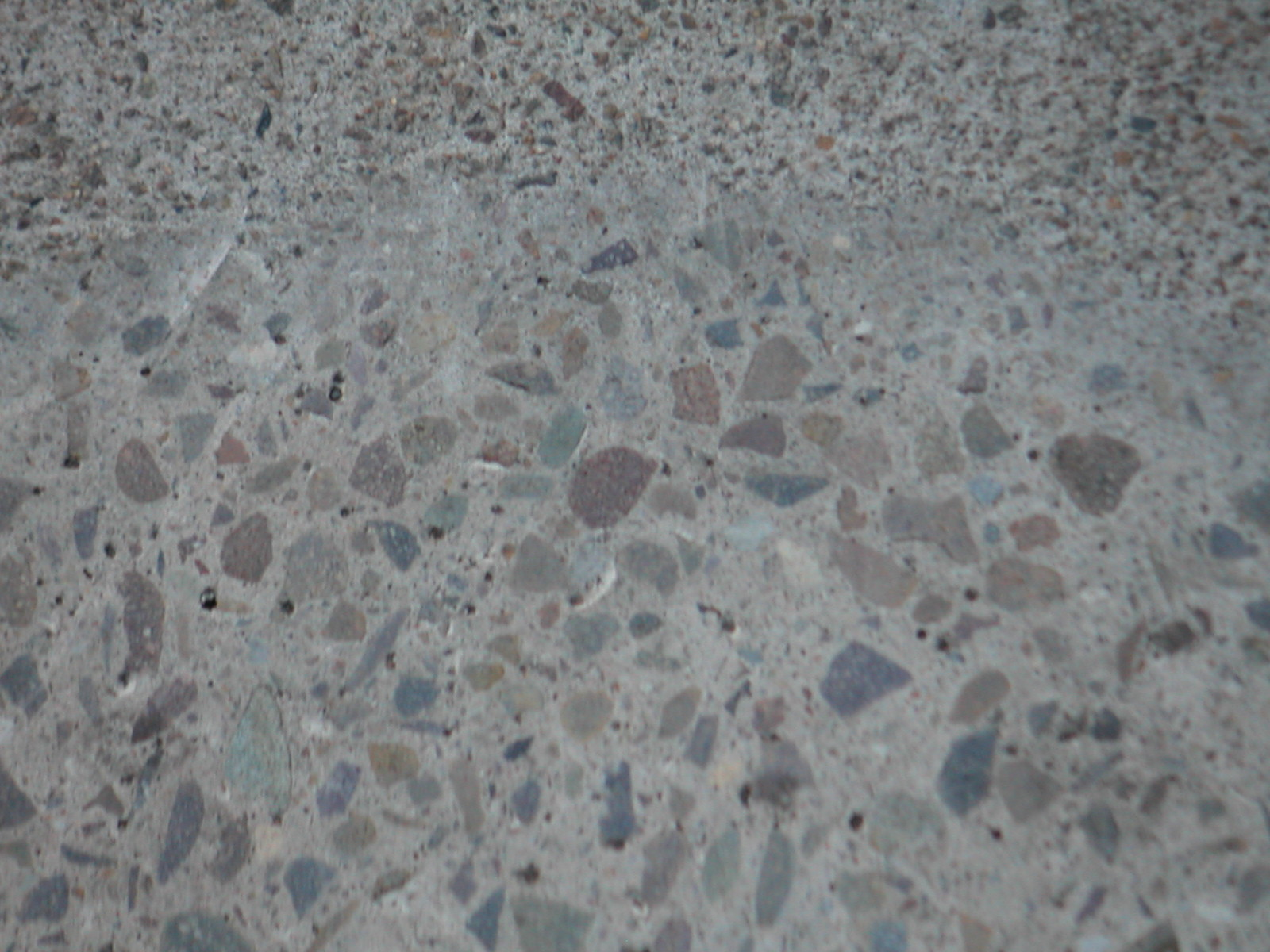
Betonzuschläge im Festbeton

Unter Gesteinskörnung für Beton und Mörtel versteht man ein Gemenge gebrochener oder ungebrochener, gleich oder verschieden großer Körner aus natürlichen oder künstlichen mineralischen Stoffen, in Sonderfällen auch aus Metall oder organischen Stoffen. Sie müssen frei von Verunreinigungen (z. B. Humus) und schädlichen Bestandteilen (z. B. Chloride > 0,02 %, s. a. Alkalireaktion) sein.
Die Gesteinskörnung hat im Allgemeinen eine höhere Festigkeit als der Zementleim. Eine möglichst hoher Anteil am Endprodukt (eine hohe Packungsdichte) führt zu einer Steigerung von dessen Festigkeit und zu einer Einsparung des Bindemittels.
Wird zur Erhöhung der Packungsdichte jedoch der Feinstsand erhöht, so muss auch der Bindemittelanteil steigen, um das Feinkorn zu binden und den angemischten Mörtel oder Beton nicht zu steif werden zu lassen. Es muss also ein sinnvoller Kompromiss aus Packungsdichte und Feinanteil gefunden werden.

### Art der Zuschlagstoffe

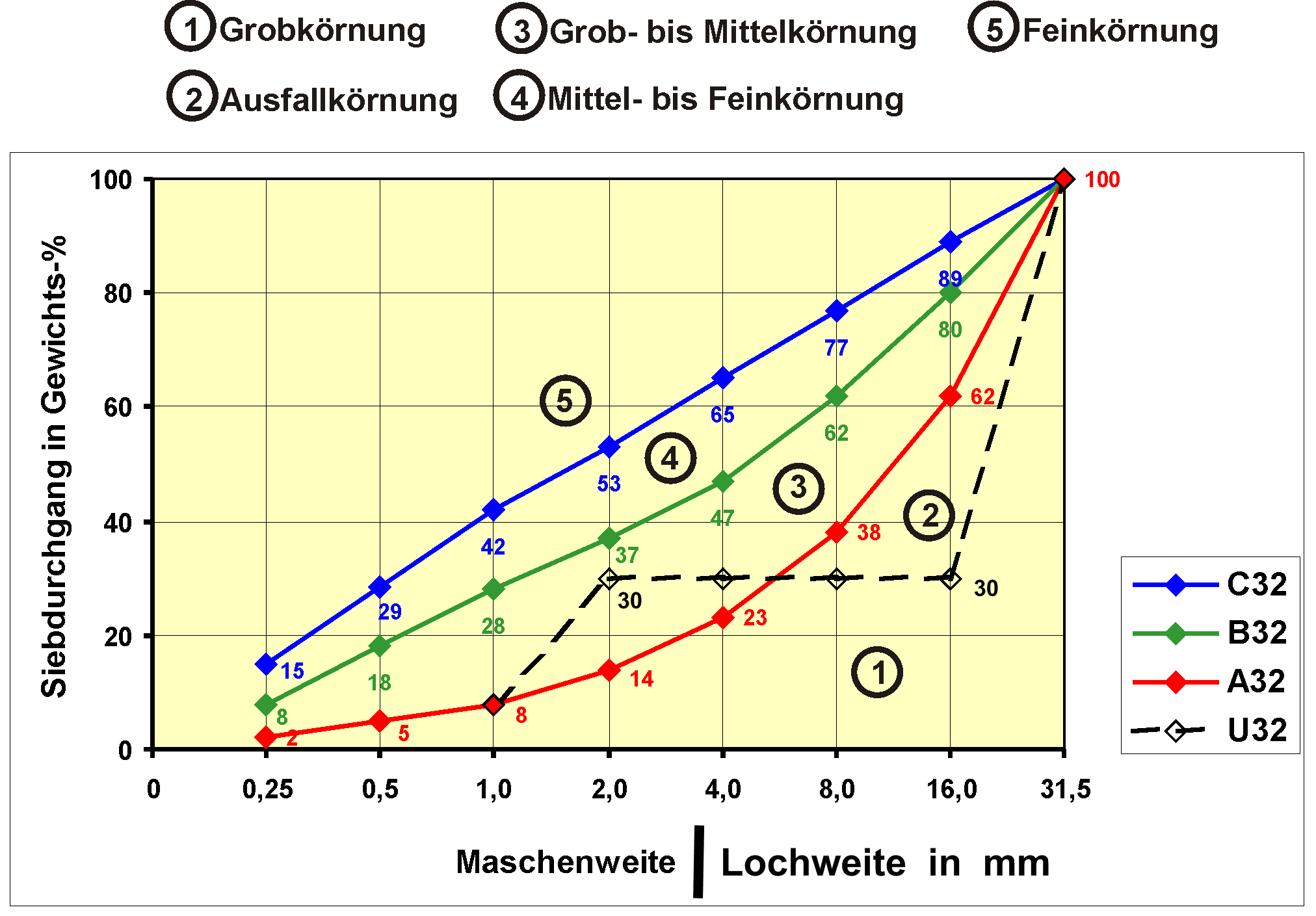
Sieblinie mit Größtkorn 32 mm

Die Eigenschaften eines Betonzuschlags sind abhängig von der Art und der Beschaffenheit des Gesteins, aus denen der Zuschlag besteht. Dieser muss aber so fest sein, dass er die Herstellung eines Betons der erforderlichen Festigkeit ermöglicht.
- Normalzuschlag

Zuschläge mit einer Rohdichte von 2200 bis 3200 kg/m³ werden als Normalzuschläge bezeichnet. Für diese verwendet man vorwiegend natürliche Zuschlagstoffe wie den kugeligen und glatten Sand (bis 2 mm Korngröße) und Kies aus Flussablagerungen und Moränen. Daneben gibt es aus Steinbrüchen gebrochenen Zuschlag wie Schotter, Splitt, Brechsand und Füller (Gesteinsmehl). Aber auch künstliche Zuschlagsstoffe wie Hochofenschlacke, Klinkerbruch und recycelter Betonsplitt sind möglich.
- Leichtzuschlag

Zuschläge mit einer Rohdichte von weniger als 2200 kg/m³ werden als Leichtzuschläge bezeichnet und bei Leichtbeton, Leichtmörteln eingesetzt. Als natürliche Zuschlagstoffe verwendet man dabei z. B. Bims, Tuff, Lavasand, Lavakies und Kieselgur sowie als künstliche Zuschläge z. B. Blähschiefer, Blähton, Blähglas, Blähglimmer, Blähperlite, Steinkohlenflugasche, Ziegelsplitt, Hüttenbims (Hüttensandbims) und Kesselsand.
In speziellen Werktrockenmörteln (z. B. Fliesenklebern) werden auch Mikrohohlkugeln aus Glas, Keramik oder Kunststoff eingesetzt.
- Schwerzuschlag

Zuschläge mit einer Rohdichte größer als 3200 kg/m³ werden als Schwerzuschläge bezeichnet und bei Schwerbeton eingesetzt. Als natürliche Zuschlagstoffe verwendet man dabei z. B. Schwerspat (Baryt), Magnetit, Hämatit und Limonit sowie als künstliche Zuschläge z. B. Schrott und Schwermetallschlacken.

### Zusammensetzung der Zuschlagstoffe
Die Kornzusammensetzung des Betonzuschlags bestimmt die Dichte und den Wasseranspruch einer Betonmischung, der für eine ausreichende Verarbeitbarkeit erforderlich ist. Die Kornzusammensetzung der Gesteinskörnungen wird durch Siebversuche mit Prüfsieben bestimmt und mit Sieblinien dargestellt, welche den Anteil des Zuschlages in Gewichtsprozenten zeigen, der kleiner als die zugehörige Korngröße ist. Der Zuschlag kann einer stetigen oder einer unstetigen Sieblinie folgen. Für eine gute Verarbeitbarkeit ist es erstrebenswert, die Korngrößen so zusammenzusetzen, dass ihre Sieblinie als Grob- oder Mittelkörnung im günstigen Bereich 3 zwischen den Linien A und B liegen. Mit unstetigen Sieblinien U ist eine besonders dichte Packung der Zuschlagskörner möglich und somit eine größere Dichte erzielbar.

Das Größtkorn ist der größte Gesteinskorndurchmesser einer Gesteinskörnung. Gesiebt wird mit einer (meistens rechteckigen) Maschenöffnung die diesen Nennwert hat, wodurch im Allgemeinen auch (deutlich) längere Gesteinskörner durchkommen.
Als Größtkorn ist 8, 16, 32 oder 63 mm üblich. Es sollte so groß wie möglich gewählt werden, da sich so aufgrund des geringeren Wasseranspruches die Zementzugabe vermindern lässt. Das Größtkorn ist aber durch konstruktive Randbedingungen wie Bauteilabmessungen und Bewehrungsdichte begrenzt.
Gemische mit Größtkorn bis 4 mm werden meist als Mörtel oder Ausgleichsmassen bzw. bei einem Größtkorn von 8 mm auch als Estrich eingesetzt.
Die Betonzuschlagstoffe bis 0,125 mm bzw. 0,25 mm bilden zusammen mit Zement und gegebenenfalls weiteren Betonzusatzstoffen den Mehlkorngehalt, und beeinflussen vornehmlich die Verarbeitbarkeit sowie unter Umständen Farbe, Porengehalt und Wasserdichtigkeit des Betons.

## Gesteinskörnung für Asphalt
Im Straßenbau werden Gesteinskörnungen für den Bau von Asphaltstraßen verwendet. Asphalt besteht aus Mineralstoffen (Gesteinen) und Bitumen als Bindemittel. Werden Art oder Menge dieser Komponenten verändert, bekommt der Asphalt unterschiedliche Eigenschaften und kann so den geforderten Bedingungen angepasst werden.
Anforderungen: Bei der Wahl der Gesteinskörnung sind zu berücksichtigen: Festigkeit, Affinität (Haftverhalten) gegenüber Bindemittel, Polierresistenz, Farbe, örtliche Verfügbarkeit, Transportkosten.
Verwendung: Kiese und Sande werden für Asphalttragschichten und Asphalttragdeckschichten verwendet. Edelsplitte und Edelsande werden verwendet für Asphaltbinderschichten und Asphaltdeckschichten.

## Normen und Standards
- EN 12620 Gesteinskörnungen für Beton
- EN 13043 Gesteinskörnungen für Asphalt und Oberflächenbehandlung für Straßen, Flugplätze und andere Verkehrsflächen
- EN 13242 Gesteinskörnungen für ungebundene und hydraulisch gebundene Gemische für Ingenieur- und Straßenbau
- EN 13139 Gesteinskörnung für Mörtel
- EN 13450 Gesteinskörnungen für Gleisschotter
sowie deren jeweilige nationale Übernahmen
- DIN 18196 Erd- und Grundbau – Bodenklassifikation für bautechnische Zwecke
- DIN 4226 Zuschlag für Beton ist durch die o. g. EN ersetzt, außer DIN 4226-100:2002 Gesteinskörnungen für Beton und Mörtel – Teil 100: Rezyklierte Gesteinskörnungen
- Technische Lieferbedingungen für Gesteinskörnungen im Straßenbau. Ausgabe 2004, TL Gestein-StB, Herausgeber: FGSV-Verlag, Köln; setzt die folgenden Europäischen Normen in Deutschland um:
- Merkblatt über die Wiederverwertung von mineralischen Baustoffen als Recycling-Baustoffe im Straßenbau (M RC)
- Merkblatt über die Verwendung von Hausmüllverbrennungsasche im Straßenbau (M HMVA)